# Shame (film, 1987)
Pour les articles homonymes, voir Shame.
Shame est un film australien réalisé par Steve Jodrell, sorti en 1987.

## Fiche technique
- Titre : Shame
- Réalisation : Steve Jodrell
- Scénario : Michael Brindley

## Distribution
- Simone Buchanan : Lizzie Curtis